# Ukrainische kleine Enzyklopädie

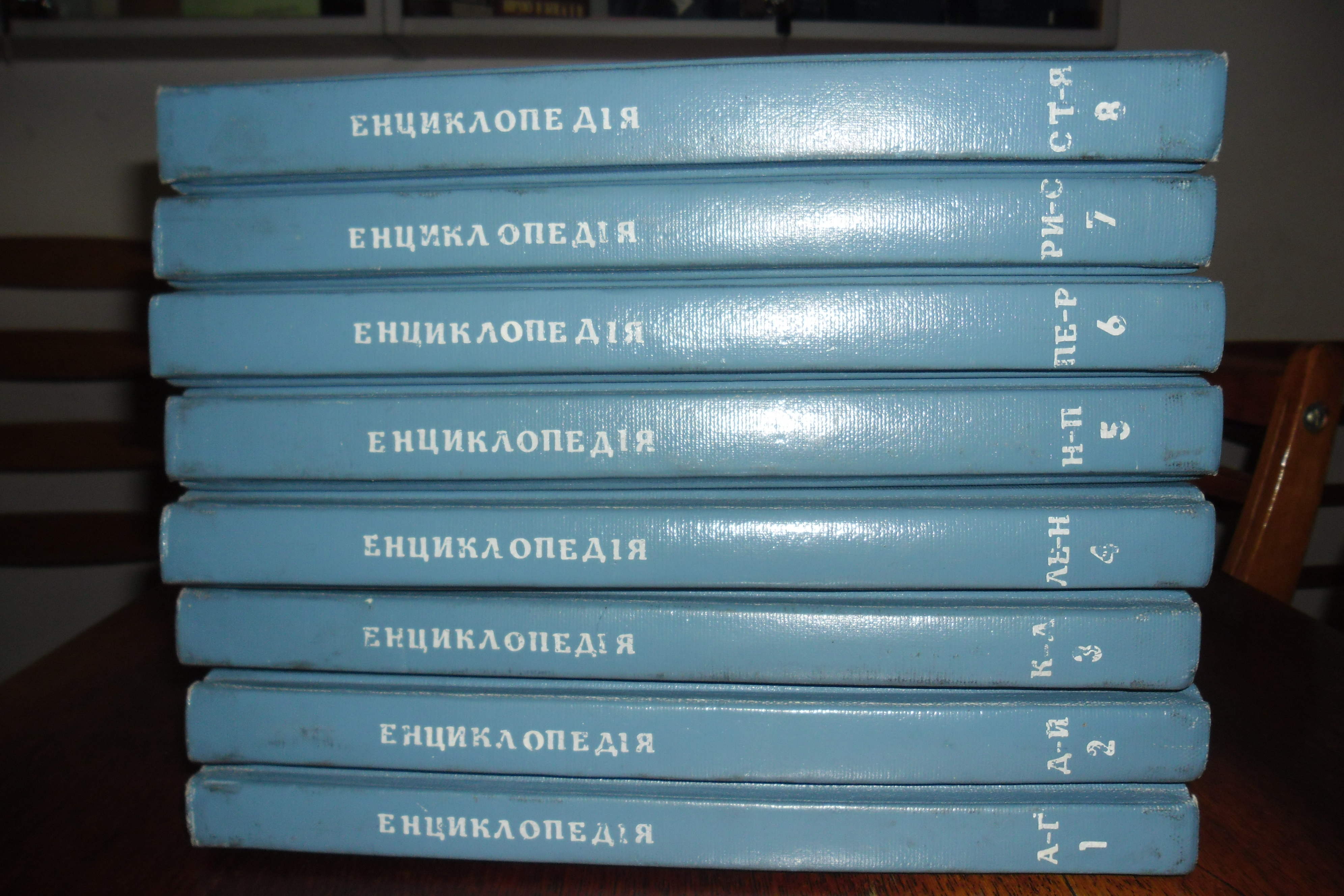
Ausgaben der ukrainischen kleinen Enzyklopädie

Die Ukrainische kleine Enzyklopädie (Kurz UME, ukrainisch Українська мала енциклопедія) ist eine ukrainische achtbändige Enzyklopädie mit sozial-humanitärer Ausrichtung. Sie wurde von Jewhen Onazkyj erstellt, zwischen 1957 und 1967 in Buenos Aires veröffentlicht und von der Verwaltung der Ukrainischen Autokephalen Orthodoxen Kirche in der Diaspora in Argentinien herausgegeben.

## Geschichte und Inhalt
Laut Jewhen Onazkyj entstand die Idee für die UME im März 1918, als er sich für einige Zeit aus politischen Aktivitäten zurückzog und als Bibliothekar in städtischen Museen in Kiew arbeitete. Ab den 1920er Jahren begann Onazkyj Materialien für die UME zu sammeln und erstellte 1945 die aus 871 Schreibmaschinenseiten bestandene „Enzyklopädie der ukrainischen Symbole, Überzeugungen und Bräuche“, die zu einer Art Prototyp der UME wurde. Die Veröffentlichung einer Reihe von Artikeln aus der UME begann ab 1947 in Periodika, die in Buenos Aires veröffentlicht wurden.
Die UME hat einen Schwerpunkt auf Kulturwissenschaft und Religionswissenschaft. Das biografische Material der UME wird in Fragmenten präsentiert. Das Programm des Autors beschränkte sich insbesondere auf sozialwissenschaftliche Bereiche und seine kulturellen Interessen.
Onazkyj sah die Hauptaufgabe der UME darin, die wichtigsten Komponenten des Ukrainischen vorzustellen, die seiner Meinung nach Spiritualität in Ethik, Psychologie und Philosophie waren. Die Wörterbuchtexte der UME haben Anleihen aus verschiedenen Ateliers, Zeitschriften, Wörterbüchern und Nachschlagewerken. In der UME gibt es mit Ausnahme des letzten Buches praktisch kein Bildmaterial und die Bibliografie ist klein gehalten.
2015 veröffentlichte das Institut für enzyklopädische Forschung der Nationalen Akademie der Wissenschaften der Ukraine auf seiner Website die komplette UME im PDF-Format. 2016 begann der Kiewer Universitätsverlag Pulsary mit der Neuauflage der UME, deren Zusammensteller, Herausgeber und Autor der Einleitung der Geschichtswissenschaftler Serhij Bilokin war.

## Bibliografie
- Ukrajinska mala enzyklopedija u tschotyrjoch tomach, Pulsary, Kiew, 2016, ISBN 9786176150602